# تقريب بالاشتقاق
يمكن استعمال الاشتقاق في إيجاد القيمة التقريبية لالجذر التربيعي، أو الجذر التكعيبي، أو أي جذر لأي عدد، مثل الجذر التربيعي للعدد 101، ويمكن إيجاد الناتج عن طريق الآتي:
نفرض {\displaystyle y={\sqrt {x}}}
و عن طريق الاشتقاق نحصل على {\displaystyle y^{\prime }={\frac {1}{2{\sqrt {x}}}}\ }
ولتكن: {\displaystyle x=100\!} و{\displaystyle \Delta x=1\!}
فإن: {\displaystyle y={\sqrt {100}}=10}
و: {\displaystyle y^{\prime }=y^{\prime }(x)*\Delta x}
و بالتعويض: {\displaystyle y^{\prime }={\frac {1}{2{\sqrt {100}}}}\ *1={\frac {1}{20}}\ =0.05}
إذن: {\displaystyle y+y^{\prime }=10+0.05=10.05\!}
و: {\displaystyle {\sqrt {101}}\approx 10.05}